# Dongshan (socken i Kina, Guangxi, lat 24,23, long 107,53)
Dongshan (kinesiska: 东山乡, 东山) är en socken i Kina. Den ligger i den autonoma regionen Guangxi, i den södra delen av landet, omkring 180 kilometer nordväst om regionhuvudstaden Nanning. Antalet invånare är 11088. Befolkningen består av 5 410 kvinnor och 5 678 män. Barn under 15 år utgör 28,0 %, vuxna 15-64 år 64 %, och äldre över 65 år 6,0 %.
Genomsnittlig årsnederbörd är 1 846 millimeter. Den regnigaste månaden är juni, med i genomsnitt 349 mm nederbörd, och den torraste är februari, med 34 mm nederbörd.